# Мария де Бурбон (1515—1538)
Мари́я де Бурбо́н (фр. Marie de Bourbon; 29 октября 1515, Шато де ла Фер — 28 сентября 1538, Шато де ла Фер) — французская принцесса; дочь Карла IV, герцога Вандома, и Франсуазы Алансонской. Мария рассматривалась на роль невесты шотландского короля Якова V, однако Яков выбрал Мадлен Французскую.

## Происхождение
Мария де Бурбон родилась в 1515 году в шато де ла Фер в семье Карла IV, герцога Вандомского, и Франсуазы Алансонской; Мария стала первой дочерью и вторым ребёнком из тринадцати детей пары. По отцовской линии Мария была внучкой Франсуа, графа Вандомского, и Марии де Люксембург; по материнской — Рене, герцог Алансона, и Маргариты Лотарингской. Кроме двенадцати родных братьев и сестёр у Марии были единоутробные брат и сестра от брака матери с Франсуа II, герцогом де Лонгвиль, однако на момент рождения принцессы оба они умерли.

## Брачные планы

### Первые переговоры
В 1517 году был подписан франко-шотландский договор в Руане, целью которого было поддержать Старый союз после поражения шотландцев в битве при Флоддене. Одним из положений договора был брак шотландского короля с французской принцессой. В апреле 1530 года Джон Стюарт, герцог Олбани, был уполномочен завершить переговоры о браке Якова V и Мадлен Французской. Однако, поскольку Мадлен не обладала отменным здоровьем, была предложена другая французская невеста — Мария де Бурбон — и приданое, равное приданому дочери французского короля. К концу 1534 года секретарь Джона Стюарта, Николас Каниве, и секретарь шотландского короля Томас Эрскин из Халтоуна доставили Якову V портрет Марии кисти Клуэ. В 1533 году Маргарита Наваррская обсудила брачные планы с дипломатом Генриха VIII, герцогом Норфолком: она отметила, что герцог Вандом был тесно связан с императором и утверждала, что Мария и её сестра были «больными и кривыми»; Маргариту также удивляла возможность брака Якова V с Кристиной Датской, поскольку она полагала, что на роль королевы Шотландии больше подойдёт её золовка Изабелла.
В январе 1535 года Яков V написал Франциску I письмо, в котором пояснил, что чувствует, будто переговоры были искажены и он посылает во Францию своего глашатая Джеймса Айкенхеда. Айкенхеду было поручено объяснить, что Яков не может отойти от договора 1517 года, женившись на невесте не королевской крови без согласия парламента Шотландии.

### Вторые переговоры
В ответ на объяснения Айкенхеда Франциск I вновь твёрдо указал Якову V на то, что Мадлен, французская принцесса из королевской семьи, не может выйти замуж за короля из-за слабого здоровья. Франциск вновь предложил альтернативный вариант брака с Марией.
5 июня 1535 года Яков писал Франциску относительно возможности брака с Мадлен, договора и замены невесты Марией. Он писал, что слышал от Николаса Каниве, что Мария Бурбон была возможной невестой. Яков V отослал письмо с его «знакомым слугой» Джеймсом Айкенхедом, которому было поручено убедиться, что женщина, которую Якову предлагают в жёны, соответствует его ожиданиям по части характера, манер и титула. Кроме того, Айкенхед должен был осведомиться насчёт обещанного королевского приданого для Марии, если она соответствует всем требованиям короля. В случае заключения брачного договора Мария вместе со своими придворными дамами (все они по требованию Якова должны были быть дворянского происхождения) должна была незамедлительно отбыть в свой новый дом, чтобы успеть прибыть в Шотландию до наступления зимы. В тот же день Яков отправил письма аналогичного содержания Филиппу Шабо и Анну де Монморанси.
В этот период герцог Олбани всерьёз задумался о возможности брака Якова V с овдовевшей герцогиней Миланской и стал тормозить переговоры о браке с Марией. Кроме того, при шотландском дворе поползли слухи о том, что король желает брака со своей бывшей любовницей Маргарет Эрскин. И всё же 28 декабря 1535 года Айкенхед отправился во Францию, чтобы возобновить переговоры о союзе с Вандомским домом и смог заключить наиболее выгодный для короля договор. Яков назначил своего поверенного законным представителем шотландского короля для завершения брачных дел.
29 марта 1536 окончательный договор о браке короля Якова V и Марии Бурбон был заключён в Кремьё близ Лиона и скреплён королевской печатью Франциска I. На подписании присутствовали Жан III д’Этурмель, управитель двора герцога Вандомского; Матье де Лонгжу, епископ Суассона; Гийом Пойе, глава французского парламента; Гийом Фё, сеньор Ферне, королевский камергер, и Джеймс Айкенхед (во французских документах он обозначен как Hacquenet). Брачный договор был подписан кардиналом Турноном, канцлером Антуаном де Бургом, Анном де Монморанси, маршалом Франции, и адмиралом Филиппом Шабо, графом Бюзансе. По договору, среди прочего, в случае преждевременной кончины Якова в пожизненное распоряжение Марии передавался Фолклендский дворец. В апреле 1536 года Франциск I, в качестве закрепления договора, передал Якову ожерелье Ордена Святого Михаила. В июле 1536 года скончался герцог Олбани, так и не дождавшись королевской свадьбы.

## Отказ Якова V и дальнейшая жизнь
Шотландский король посетил Марию в Сен-Кантене в Пикардии в сентябре 1536, а затем отправился на юг, чтобы встретиться с Франциском I. При французском дворе Яков V встретился с дочерью Франциска I, Мадлен, в которую влюбился с первого взгляда. Несмотря на уже заключённый договор, шотландский король стал просить руки Мадлен. Ссылаясь на болезнь принцессы и суровый климат Шотландии, который мог оказаться фатальным для уже пошатнувшегося здоровья дочери, Франциск I не дал согласия на брак. Яков настаивал и, в конце концов, Франциск сдался: договор с Марией был расторгнут и 1 января 1537 года в Соборе Парижской Богоматери Яков и Мадлен поженились.
14 октября 1536 года Родольфо Пио да Карпи, епископ Фаэнцы, писал, что Франциск I предложил Марии в мужья герцога Лотарингского, однако дальнейшего развития это предложения не получило. Мадлен умерла через несколько месяцев после свадьбы; Мария умерла чуть больше, чем через полтора года. По мнению шотландского хрониста Роберта Линдси, Мария была настолько огорчена отказом Якова жениться на ней, что вскоре тяжело заболела и умерла.

## Тайная встреча
Четверо шотландских хронистов, Адам Абель, Джордж Бьюкенен, Джон Лесли и Роберт Линдси, записали историю о тайной встрече Марии и Якова при дворе герцога Вандомского. Согласно записям Яков обменялся одеждой со своим слугой Джоном Теннентом, однако Марию он обмануть не смог, поскольку у неё имелся портрет короля. Хотя эта история кажется сомнительной, современные историки отмечали, что английские наблюдатели сообщали о тайной поездке Якова в Сен-Квентин из Дьепа.